# Pigs on the wing

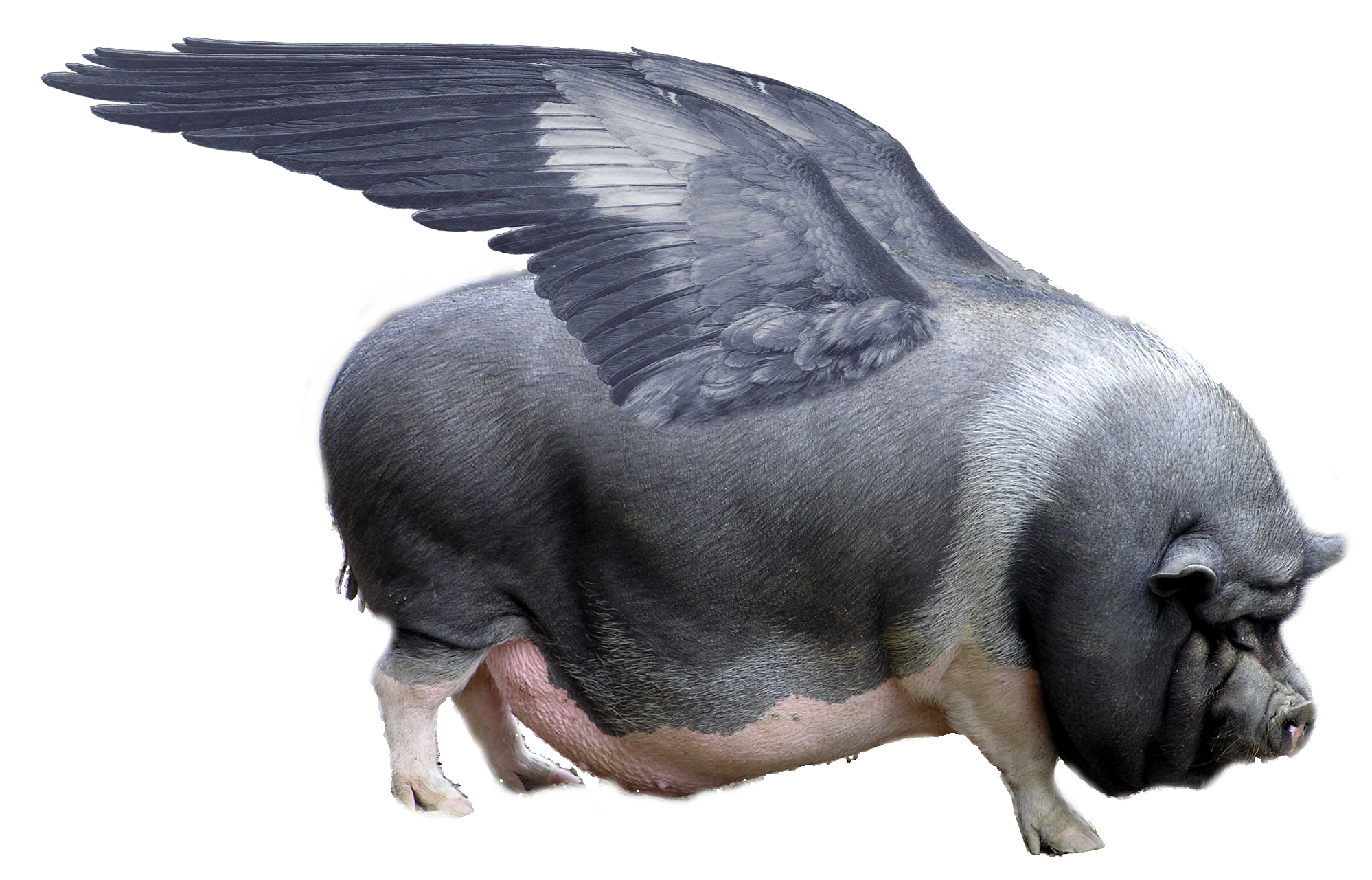
Pigs on the wing-animatie

Pigs on the wing is een lied van Pink Floyd.
Het lied is geschreven door bassist Roger Waters voor het studio- en conceptalbum Animals uit 1977. Pigs on the wing, een liefdesverklaring aan zijn nieuwe vrouw Carolyne Christie, verschilt aanmerkelijk van de andere drie tracks op het album Dogs, Pigs en Sheep. Ten eerste is optimistischer van aard (het is geschreven in een majeurtoonsoort) dan genoemde misantropische tracks, ten tweede bestaat het uit twee losse delen (het opent en sluit het album) en het is met een totale speelduur van 2:48 veel korter dan de individuele andere drie tracks. De liefdesverklaring pakt hierbij als het ware de andere tracks in. Overigens is die opzet gelijk aan het vorige studioalbum van Pink Floyd Wish you were here, daar is de openings- en afrondingstrack Shine on you crazy diamond, echter dat nummer is juist veel langer dan de middelste drie tracks.
Waters omschreef het album als een uiting van woede en Pigs on the wing zou het album "zachter" maken. Waters omschrijft zichzelf in dit nummer als een hond die eindelijk een thuis heeft gevonden:
"Now that I've found somewhere safe to bury my bone"
"And any fool knows, a dog needs a home"
"A shelter, from pigs on the wing"
Een ander signaal daarvan is te vinden in de regel:
"So I don't feel alone, or the weight of the stone"
The weight of the stone is een verwijzing naar Dogs, de volgende track op het album.
Degene die wees naar Waters’ nieuwe vrouw was Nick Mason, drummer van Pink Floyd, Waters bevestigde het later dat het over zijn vrouw ging. Mason verklaarde dat hij in Christie een van de weinigen binnen de vriendenkring zag, die weerstand kon bieden aan Waters' uitingen. Waters zou juist op zoek zijn geweest naar iemand die hem kon tegenspreken. Het eerste deel van het lied gaat over moedeloosheid en eenzaamheid als gevolg van hokjesgeest, dat wordt uitgewerkt in Dogs. Later keert Waters deze situatie om; hij wijst op de kracht van het individu in een groep of zoals in dit geval in de liefde met Christie.
De instrumentatie van het lied is simpel gehouden, nog een verschil met de andere tracks. Er is als begeleiding van de zangstem alleen een akoestische gitaar te horen, zowel gitaar als zangstemmen zijn van Waters.
Een bijzondere versie van Pigs on the wing was te vinden op de 8 sporencassette van het album. Die had een loopfunctie. Aan het eind van deel twee van het nummer schakelde de cassette direct naar het begin, waarbij tijdens de loop een gitaarsolo was te horen, ingespeeld door Snowy White, de gitarist die Pink Floyd op hun Animals-tournee (In the flesh tour) zou begeleiden. White gaf die solo later zelf uit op zijn verzamelalbum Goldtop.
Pigs on the wing verscheen in Frankrijk op een promotiesingle met als B-kant een ingekorte versie van Sheep.
Pigs on the wing (Nederlands: Vliegende varkens) is een hyperbool, maar dan in het extreme; een verwijzing naar het onmogelijke. Voor de hoes van Animals werd echter een mogelijkheid gecreëerd, een enorme zeppelin in de vorm van een varken. Het was in vroeger tijd een aanduiding van een plotseling vanuit de dode hoek opduikend vijandelijk vliegtuig. Later was het slang voor iemand, die je liever niet ontmoet, maar toch moet groeten/spreken vanwege sociale conventies.
Het nummer is een aantal keren gecoverd, Helios Creed was daar een van.